# Grödner Joch

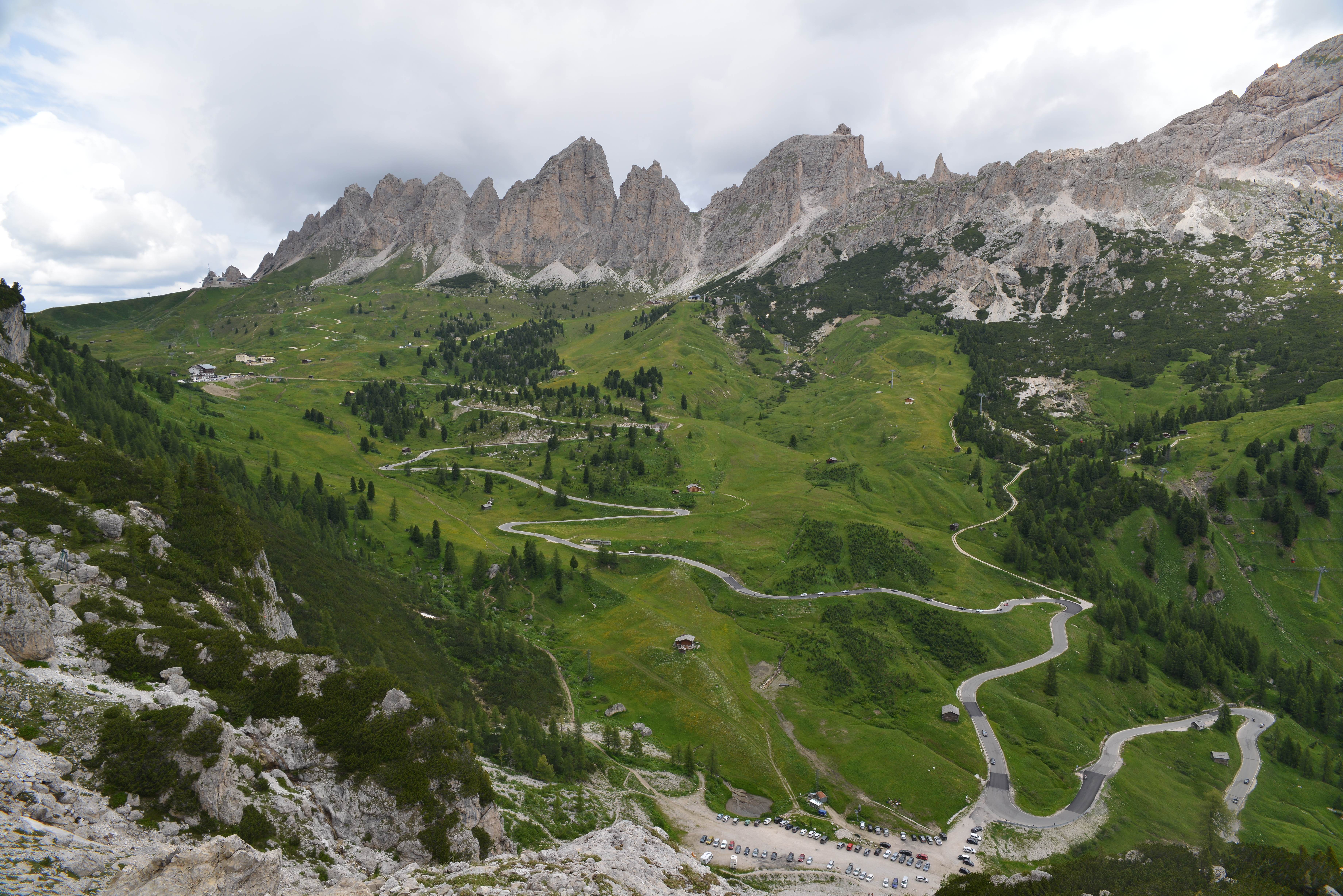
Das Grödner Joch

Das Grödner Joch (Gadertal-ladinisch Ju de Frara, Gröden-ladinisch Jëuf de Frea; italienisch Passo Gardena) ist ein 2121 m hoher Gebirgspass in den Dolomiten in Südtirol. Er verbindet Gröden mit dem Gadertal bzw. die Gemeinden Wolkenstein und Corvara.

## Lage
Das Grödner Joch ist ein Sattel zwischen dem Sellastock im Süden und den zur Puezgruppe gerechneten Cirspitzen, die das Tor zum Naturpark Puez-Geisler bilden, im Norden. Nach Westen „beeindruckt“ der Anblick auf den 3181 m hohen Langkofel mit seiner charakteristischen langgestreckten Südwand, die dem Massiv seinen Namen gab; nach Osten öffnet sich die Aussicht zu den Berggipfeln des Gadertals (Sass Songher, die Fanesgruppe mit Heiligkreuzkofel, Piz Cunturines und Piz Lavarela) sowie die noch weiter östlich befindlichen Tofanagipfel.
Auf der Grödner Seite entspringt unterhalb des Passes der Ruf de Frea, ein Zufluss des Grödner Bachs. Auf Seiten des Gadertals entspringen verschiedene Bäche der Sella- und der Cir-Gruppe, die sich zur Gader vereinigen.

## Geschichte

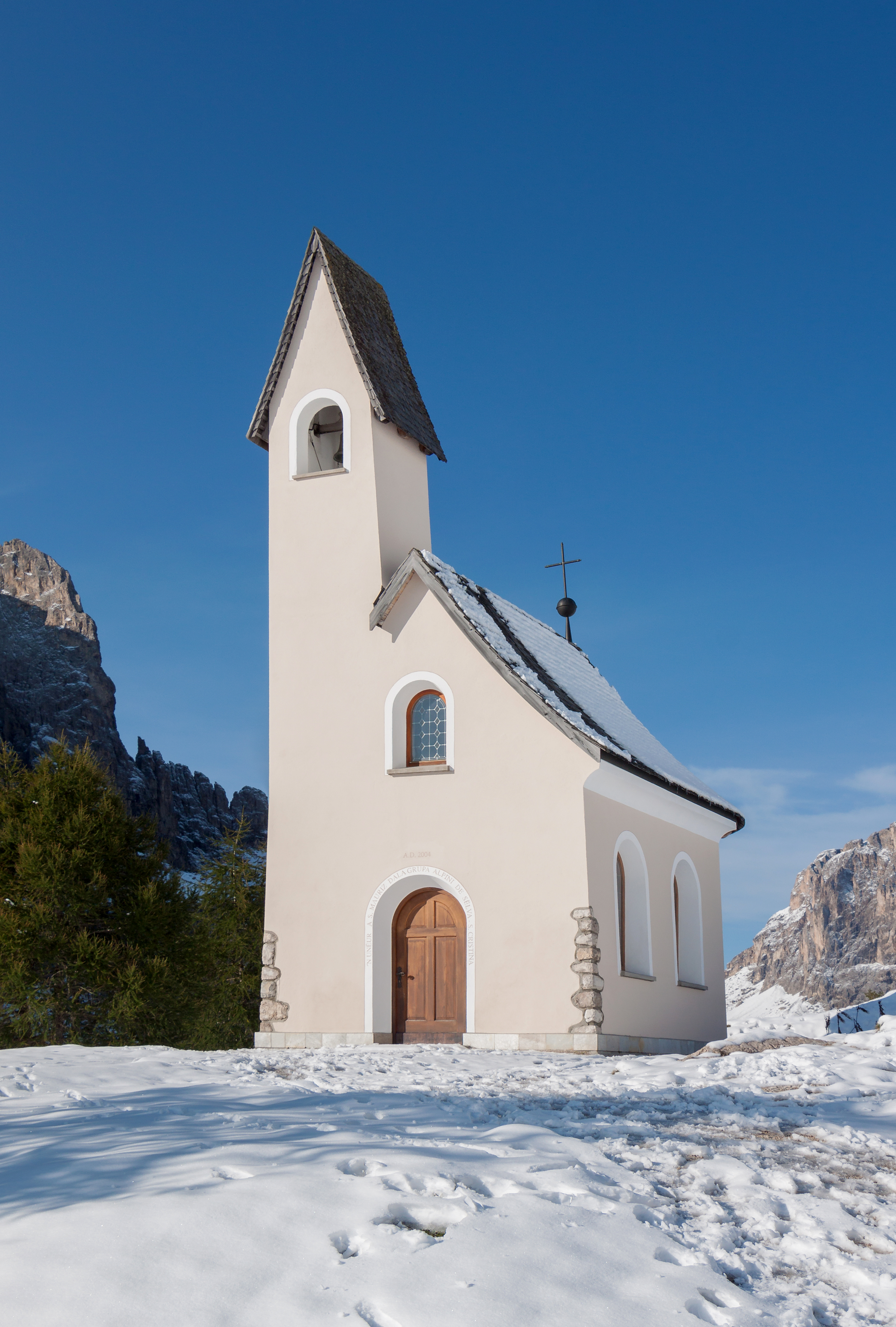
Die Capela de San Mauriz, erbaut 2004

Die steinzeitlichen Funde – verkohlte Holzreste, Tierknochen und Feuersteingeräte – gehören zu den ältesten im Bereich der Sella. Etwas unterhalb des Jochs am Abri Plan de Frea konnte ein mesolithischer Siedlungshorizont ausgemacht werden. Über die Besiedlung ist aber ebenso wenig Genaues bekannt wie über die Nutzung des Übergangs in der Antike, im Mittelalter und in der frühen Neuzeit. Allerdings sind in einer Traditionsnotiz des Hochstifts Freising aus dem letzten Viertel des 11. Jahrhunderts die Almwiesen auf Plan de Frea (Planum) sowie das Joch selbst (jugum eiusdem montis) ausdrücklich genannt.
In die Anfänge des Tourismus in den Dolomiten war das Grödner Joch kaum einbezogen, da es noch keine befahrbare Straße gab. Franz Moroder, Gemeindevorsteher von St. Ulrich, bemühte sich 1895/96 um das erste Grödner-Joch-Hospiz, welches von der Sektion Bozen des Deutschen und Österreichischen Alpenvereins erbaut wurde.
Ein Fahrweg wurde erst im Ersten Weltkrieg 1915 für Zwecke des Frontnachschubs und zur Versorgung der Truppen angelegt. Die deutsch-österreichische Front stand bei Arabba im Buchensteintal (Verteidigungsstellung Col di Lana), die Verbindungsstrecke verlief von Bozen durch Gröden mit einer Schmalspurbahn bis Plan (Umladestation). Von hier ging es weiter mit einer Seilbahn über das Grödner Joch nach Corvara und anschließend über den Campolongopass oder alternativ über das Sellajoch und Pordoijoch zur Front.
Das Grödner Joch war am 5. Mai 1920 Treffpunkt von Vertretern der fünf ladinischen Täler Tirols, die gegen die Verweigerung des Selbstbestimmungsrechts protestierten und die Anerkennung der Ladiner als eigene ethnische Gruppe forderten.
Für touristische Zwecke gewann das Grödner Joch erst um die Mitte des 20. Jahrhunderts an Bedeutung. Eine asphaltierte Straße, heute die SS 243, neben dem alten Jochfahrweg gibt es erst seit 1960. Ein verzweigtes Wanderwegenetz und Skipisten sowie Liftanlagen entstanden auf beiden Seiten des Passes. Neben dem historischen Hospiz wurden weitere Unterkünfte und Geschäfte errichtet.

## Touristische Infrastruktur / Sport
Mit dem Sellajoch, dem Pordoijoch und dem Campolongopass bildet das Grödner Joch für Radfahrer die Vierpässefahrt Sella Ronda rund um die Sella; im Winter kann diese Runde in einer Kombination von Liften und Abfahrten auf Skiern bewältigt werden.
Wanderwege führen abwärts nach Corvara sowie nach Wolkenstein entweder über den Plan de Frea oder durch das Dantercepies-Tal unterhalb des Lifts. Diese Hänge sind im Winter Skigebiete.
In die Sella hinein führt der Dolomiten-Höhenweg Nr. 2, teilweise als Klettersteig ausgelegt. Eine viel begangene Route für erfahrene Kletterer ist der Pisciadù-Klettersteig (Via ferrata Brigata Tridentina) mit einer Hängebrücke am Exnerturm (Schwierigkeit: C).
Durch die Cirspitzen setzt sich der Dolomiten-Höhenweg Nr. 2 auf der Nordseite des Grödner Jochs fort und führt zur Crespëina-Hochfläche mit dem Lech de Crespëina und weiter in die Puezgruppe hinein.

## Wanderkarte
- Grödnertal / Val Gardena, 1:25.000, mapgraphic Bozen